# Seznam vítězů belgické fotbalové ligy
Seznam vítězů belgické fotbalové ligy uvádí mužstva, která se v jednotlivých ročnících belgické fotbalové ligy umístila na prvních třech místech, a nejlepší ligové střelce ročníku.
| Jupiler Pro League (1895 – 2022) |                                  |                             |                             |                                                                                              |
| Ročník | Mistr                            | 2. místo                    | 3. místo                    | Nejlepší střelec                                                                             |
| 1895/96 | RFC Lutych (1)                   | Royal Antverpy              | Sporting Club de Brusel     | Samuel Hickson (RFC Lutych) (? branek)                                                       |
| 1896/97 | RRC Brusel (1)                   | RFC Lutych                  | Royal Antverpy              | Samuel Hickson (RFC Lutych) (?)                                                              |
| 1897/98 | RFC Lutych (2)                   | RRC Brusel                  | Léopold Club de Brusel      | Franz König (RRC Brusel) (?)                                                                 |
| 1898/99 | RFC Lutych (3)                   | Club Bruggy                 | Léopold Club de Brusel      | Franz König (RRC Brusel) (?)                                                                 |
| 1899/00 | RRC Brusel (2)                   | Club Bruggy                 |                             | Charles Atkinson Grimshaw (RRC Brusel) (?)                                                   |
| 1900/01 | RRC Brusel (3)                   | K. Beerschot VAC            | Léopold Club de Brusel      | Herbert Potts (K. Beerschot VAC) (26)                                                        |
| 1901/02 | RRC Brusel (4)                   | Léopold Club de Brusel      | Union Saint-Gilloise        | Herbert Potts (K. Beerschot VAC) (16)                                                        |
| 1902/03 | RRC Brusel (5)                   | Union Saint-Gilloise        | K. Beerschot VAC            | Gustave Vanderstappen (Union Saint-Gilloise) (?)                                             |
| 1903/04 | Union Saint-Gilloise (1)         | Racing Club de Bruxelles    | FC Brugeois                 | Gustave Vanderstappen (Union Saint-Gilloise) (30)                                            |
| 1904/05 | Union Saint-Gilloise (2)         | Racing Club de Brusel       | Club Bruggy                 | Robert De Veen (Club Bruggy) (?)                                                             |
| 1905/06 | Union Saint-Gilloise (3)         | Club Bruggy                 | Racing Club de Brusel       | Robert De Veen (Club Bruggy) (26)                                                            |
| 1906/07 | Union Saint-Gilloise (4)         | Racing Club de Brusel       | Club Bruggy                 | Maurice Vertongen (Racing Club de Brusel) (29)                                               |
| 1907/08 | Racing Club de Brusel (6)        | Union Saint-Gilloise        | Club Bruggy                 | Maurice Vertongen (Racing Club de Brusel) (23)                                               |
| 1908/09 | Union Saint-Gilloise (5)         | Daring Club de Brusel       | Club Bruggy                 | Vahram Kevorkian (K. Beerschot VAC) (30)                                                     |
| 1909/10 | Union Saint-Gilloise (6)         | Club Bruggy                 | Cercle Bruggy               | Maurice Vertongen (Racing Club de Brusel) (36)                                               |
| 1910/11 | Cercle Bruggy (1)                | Club Bruggy                 | Daring Club de Brusel       | Alphonse Six (Cercle Bruggy) (40)                                                            |
| 1911/12 | Daring Club de Brusel (1)        | Union Saint-Gilloise        | Racing Club de Brusel       | Maurice Bunyan (Racing Club de Brusel) (33)                                                  |
| 1912/13 | Union Saint-Gilloise (7)         | Daring Club de Brusel       | Racing Club de Brusel       | Sylva Brebart (Daring Club de Brusel) (31)                                                   |
| 1913/14 | Daring Club de Brusel (2)        | Union Saint-Gilloise        | Cercle Brusel               | Maurice Bunyan (Racing Club de Brusel) (28)                                                  |
| • Belgické mistrovství se v letech 1914 – 19 nehrálo, a to kvůli právě probíhající 1. světové válce.                                                                   |                                  |                             |                             |                                                                                              |
| 1919/200 | Club Bruggy (1)                  | Royale Union Saint-Gilloise | Daring Club Brusel          | Honoré Vlamynck (Daring Club Brusel) (26)                                                    |
| 1920/21 | Daring Club Brusel (3)           | Royale Union Saint-Gilloise | K. Beerschot VAC            | Ivan Thys (K. Beerschot VAC) (23)                                                            |
| 1921/22 | K. Beerschot VAC (1)             | Royale Union Saint-Gilloise | Royal Antverpy              | Ivan Thys (K. Beerschot VAC) (21)                                                            |
| 1922/23 | Royale Union Saint-Gilloise (8)  | K. Beerschot VAC            | Cercle Bruggy               | Achille Meyskens (Royale Union Saint-Gilloise) (24)                                          |
| 1923/24 | K. Beerschot VAC (2)             | Royale Union Saint-Gilloise | Cercle Bruggy               | Charles Jooris (Racing Club de Brusel) (18)                                                  |
| 1924/25 | K. Beerschot VAC (3)             | Royal Antverpy              | Royale Union Saint-Gilloise | Joseph Taeymans (Koninklijk Berchem Sport) (20)                                              |
| 1925/26 | K. Beerschot VAC (4)             | Standard Lutych             | Daring Club Brusel          | Laurent Grimmonprez (RRC Gand) (28)                                                          |
| 1926/27 | Cercle Bruggy (2)                | K. Beerschot VAC            | Standard Lutych             | Lucien Fabry (Standard Lutych) (28)                                                          |
| 1927/28 | K. Beerschot VAC (5)             | Standard Lutych             | Cercle Bruggy               | Raymond Braine (K. Beerschot VAC (35)                                                        |
| 1928/29 | Royal Antverpy (1)               | K. Beerschot VAC            | KRC Mechelen                | Raymond Braine (K. Beerschot VAC (30)                                                        |
| 1929/30 | Cercle Bruggy (3)                | Royal Antverpy              | KRC Mechelen                | Pierre De Vidts (Daring Club Brusel) (26)                                                    |
| 1930/31 | Royal Antverpy (2)               | KV Mechelen                 | Koninklijk Berchem Sport    | Jacques Secretin (Montegnée) Joseph Van Beeck (Royal Antverpy) (21)                          |
| 1931/32 | Lierse SK (1)                    | Royal Antverpy              | Royale Union Saint-Gilloise | Bernard Delmez (Lierse SK) (26)                                                              |
| 1932/33 | Royale Union Saint-Gilloise (9)  | Royal Antverpy              | Cercle Bruggy               | Guillaume Ulens (Royal Antverpy) (33)                                                        |
| 1933/34 | Royale Union Saint-Gilloise (10) | Daring Club Brusel          | Standard Lutych             | Vital Van Landeghem (Royale Union Saint-Gilloise) (29)                                       |
| 1934/35 | Royale Union Saint-Gilloise (11) | Lierse SK                   | Daring Club Brusel          | Marius Mondelé (Daring Club Brusel) (28)                                                     |
| 1935/36 | Daring Club Brusel (4)           | Standard Lutych             | Royale Union Saint-Gilloise | Flor Lambrechts (Royal Antverpy) (37)                                                        |
| 1936/37 | Daring Club Brusel (5)           | K. Beerschot VAC            | Royale Union Saint-Gilloise | Jean Collet (White Star) (22)                                                                |
| 1937/38 | K. Beerschot VAC (6)             | Daring Club Brusel          | Royale Union Saint-Gilloise | Marius Mondelé (Daring Club Brusel) (32)                                                     |
| 1938/39 | K. Beerschot VAC (7)             | Lierse SK                   | ROC de Charleroi            | Jozef Wagner (Royal Antverpy) (31)                                                           |
| • Belgické mistrovství se v letech 1939 – 41 nehrálo, a to kvůli německé okupaci Belgie. Mistrovství bylo obnoveno v roce 1941 po uklidnění situace na západní frontě. |                                  |                             |                             |                                                                                              |
| 1942/43 | Lierse SK (2)                    | K. Beerschot VAC            | Royal Antverpy              | Albert De Cleyn (KV Mechelen) (40)                                                           |
| 1943/44 | KV Mechelen (1)                  | K. Beerschot VAC            | Lierse SK                   | Jules Van Craen (KV Mechelen) Arthur Ceuleers (K. Beerschot VAC) (41)                        |
| 1941/42 | Royal Antverpy (3)               | RSC Anderlecht              | K. Beerschot VAC            | Jan Goossens (Olympic Charleroi) (34)                                                        |
| • Belgické mistrovství se v letech 1944 – 45 nehrálo, a to kvůli znovu otevření západní fronty.                                                                        |                                  |                             |                             |                                                                                              |
| 1945/46 | KV Mechelen (2)                  | Royal Antverpy              | RSC Anderlecht              | Albert De Cleyn (KV Mechelen) (40)                                                           |
| 1946/47 | RSC Anderlecht (1)               | ROC de Charleroi            | KV Mechelen                 | Joseph Mermans (RSC Anderlecht) (38)                                                         |
| 1947/48 | KV Mechelen (3)                  | RSC Anderlecht              | RFC Lutych                  | Joseph Mermans (RSC Anderlecht) (23)                                                         |
| 1948/49 | RSC Anderlecht (2)               | Koninklijk Berchem Sport    | Standard Lutych             | René Thirifays (Charleroi) (26)                                                              |
| 1949/50 | RSC Anderlecht (3)               | Koninklijk Berchem Sport    | KRC Mechelen                | Joseph Mermans (RSC Anderlecht) (37)                                                         |
| 1950/51 | RSC Anderlecht (4)               | Koninklijk Berchem Sport    | KRC Mechelen                | Albert Dehert (Koninklijk Berchem Sport) (27)                                                |
| 1951/52 | RFC Lutych (4)                   | KRC Mechelen                | Royal Antverpy              | Jozef Mannaerts (KRC Mechelen) (25)                                                          |
| 1952/53 | RFC Lutych (5)                   | RSC Anderlecht              | K. Beerschot VAC            | Henrik Coppens (K. Beerschot VAC) (35)                                                       |
| 1953/54 | RSC Anderlecht (5)               | KV Mechelen                 | KAA Gent                    | Hippolyte Van den Bosch (RSC Anderlecht) (29)                                                |
| 1954/55 | RSC Anderlecht (6)               | KAA Gent                    | Standard Lutych             | Henrik Coppens (K. Beerschot VAC) (35)                                                       |
| 1955/56 | RSC Anderlecht (7)               | Royal Antverpy              | Royale Union Saint-Gilloise | Jean Mathonet (Royal Antverpy) (26)                                                          |
| 1956/57 | Royal Antverpy (4)               | RSC Anderlecht              | KAA Gent                    | Maurice Willems (KAA Gent) (35)                                                              |
| 1957/58 | Standard Lutych (1)              | Royal Antverpy              | KAA Gent                    | Jozef Vliers (K. Beerschot VAC) Jef van Gool (Royal Antverpy) (25)                           |
| 1958/59 | RSC Anderlecht (8)               | RFC Lutych                  | Standard Lutych             | Victor Wégria (RFC Lutych) (26)                                                              |
| 1959/60 | Lierse SK (3)                    | RSC Anderlecht              | KRC Genk                    | Victor Wégria (RFC Lutych) (21)                                                              |
| 1960/61 | Standard Lutych (2)              | RFC Lutych                  | RSC Anderlecht              | Victor Wégria (RFC Lutych) (23)                                                              |
| 1961/62 | RSC Anderlecht (9)               | Standard Lutych             | Royal Antverpy              | Jacques Stockman (RSC Anderlecht) (29)                                                       |
| 1962/63 | Standard Lutych (3)              | Royal Antverpy              | RSC Anderlecht              | Victor Wégria (RFC Lutych) (24)                                                              |
| 1963/64 | RSC Anderlecht (10)              | K. Beringen FC              | RFC Lutych                  | Paul Van Himst (RSC Anderlecht) (26)                                                         |
| 1964/65 | RSC Anderlecht (11)              | Standard Lutych             | K. Beerschot VAC            | Jean-Paul Colonval (Tilleur) (25)                                                            |
| 1965/66 | RSC Anderlecht (12)              | K. Sint-Truidense VV        | Standard Lutych             | Paul Van Himst (RSC Anderlecht) (25)                                                         |
| 1966/67 | RSC Anderlecht (13)              | Club Bruggy                 | RFC Lutych                  | Jan Mulder (RSC Anderlecht) (20)                                                             |
| 1967/68 | RSC Anderlecht (14)              | Club Bruggy                 | Standard Lutych             | Paul Van Himst (RSC Anderlecht) Roger Claessen (Standard Lutych) (25)                        |
| 1968/69 | Standard Lutych (4)              | R. Charleroi SC             | Lierse SK                   | Antal Nagy (Standard Lutych) (20)                                                            |
| 1969/70 | Standard Lutych (5)              | Club Bruggy                 | KAA Gent                    | Lothar Emmerich (K. Beerschot VAC) (29)                                                      |
| 1970/71 | Standard Lutych (6)              | Club Bruggy                 | RSC Anderlecht              | Erwin Kostedde (Standard Lutych) (26)                                                        |
| 1971/72 | RSC Anderlecht (15)              | Club Bruggy                 | Standard Lutych             | Raoul Lambert (Club Bruggy) (17)                                                             |
| 1972/73 | Club Bruggy (2)                  | Standard Lutych             | RWD Molenbeek               | Rob Rensenbrink (RSC Anderlecht) Alfred Riedl (K. Sint-Truidense VV) (16)                    |
| 1973/74 | RSC Anderlecht (16)              | Royal Antverpy              | RWD Molenbeek               | Attila Ladinszky (RSC Anderlecht) (22)                                                       |
| 1974/75 | RWD Molenbeek (1)                | Royal Antverpy              | RSC Anderlecht              | Alfred Riedl (Royal Antverpy) (28)                                                           |
| 1975/76 | Club Bruggy (3)                  | RSC Anderlecht              | RWD Molenbeek               | Hans Postumus (Lierse SK) (26)                                                               |
| 1976/77 | Club Bruggy (4)                  | RSC Anderlecht              | Standard Lutych             | François Van der Elst (RSC Anderlecht) (21)                                                  |
| 1977/78 | Club Bruggy (5)                  | RSC Anderlecht              | Standard Lutych             | Harald Nickel (Standard Lutych) (22)                                                         |
| 1978/79 | KSK Beveren (1)                  | RSC Anderlecht              | Standard Lutych             | Erwin Albert (KSK Beveren) (22)                                                              |
| 1979/80 | Club Bruggy (6)                  | Standard Lutych             | RWD Molenbeek               | Erwin Vandenbergh (Lierse SK) (39)                                                           |
| 1980/81 | RSC Anderlecht (17)              | KSC Lokeren                 | Standard Lutych             | Erwin Vandenbergh (Lierse SK) (24)                                                           |
| 1981/82 | Standard Lutych (7)              | RSC Anderlecht              | KAA Gent                    | Erwin Vandenbergh (Lierse SK) (25)                                                           |
| 1982/83 | Standard Lutych (8)              | RSC Anderlecht              | Royal Antverpy              | Erwin Vandenbergh (RSC Anderlecht) (20)                                                      |
| 1983/84 | KSK Beveren (2)                  | RSC Anderlecht              | Club Bruggy                 | Nico Claesen (Sérésien) (27)                                                                 |
| 1984/85 | RSC Anderlecht (18)              | Club Bruggy                 | RFC Lutych                  | Ronny Martens (KAA Gent) (23)                                                                |
| 1985/86 | RSC Anderlecht (19)              | Club Bruggy                 | Standard Lutych             | Erwin Vandenbergh (RSC Anderlecht) (27)                                                      |
| 1986/87 | RSC Anderlecht (20)              | KV Mechelen                 | Club Bruggy                 | Arnór Guðjohnsen (RSC Anderlecht) (19)                                                       |
| 1987/88 | Club Bruggy (7)                  | KV Mechelen                 | Royal Antverpy              | Francis Severeyns Royal Antverpy (24)                                                        |
| 1988/89 | KV Mechelen (4)                  | RSC Anderlecht              | RFC Lutych                  | Eddie Krnčević (RSC Anderlecht) (23)                                                         |
| 1989/90 | Club Bruggy (8)                  | RSC Anderlecht              | KV Mechelen                 | Frank Farina (Club Bruggy) (24)                                                              |
| 1990/91 | RSC Anderlecht (21)              | KV Mechelen                 | KAA Gent                    | Erwin Vandenbergh (KAA Gent) (23)                                                            |
| 1991/92 | Club Bruggy (9)                  | RSC Anderlecht              | Standard Lutych             | Josip Weber (Cercle Bruggy) (26)                                                             |
| 1992/93 | RSC Anderlecht (22)              | Standard Lutych             | KV Mechelen                 | Josip Weber (Cercle Bruggy) (31)                                                             |
| 1993/94 | RSC Anderlecht (23)              | Club Bruggy                 | RFC Seraing                 | Josip Weber (Cercle Bruggy) (31)                                                             |
| 1994/95 | RSC Anderlecht (24)              | Standard Lutych             | Club Bruggy                 | Aurelio Vidmar (Standard Lutych) (22)                                                        |
| 1995/96 | Club Bruggy (10)                 | RSC Anderlecht              | K. Beerschot VAC            | Mario Stanić (Club Bruggy) (20)                                                              |
| 1996/97 | Lierse SK (4)                    | Club Bruggy                 | RE Mouscron                 | Robert Špehar (Club Bruggy) (26)                                                             |
| 1997/98 | Club Bruggy (11)                 | KRC Genk                    | Beerschot AC                | Branko Strupar (KRC Genk) (22)                                                               |
| 1998/99 | KRC Genk (1)                     | Club Bruggy                 | RSC Anderlecht              | Jan Koller (KSC Lokeren) (24)                                                                |
| 1999/00 | RSC Anderlecht (25)              | Club Bruggy                 | KAA Gent                    | Ole Martin Årst (KAA Gent) Toni Brogno (Westerlo) (30)                                       |
| 2000/01 | RSC Anderlecht (26)              | Club Bruggy                 | Standard Lutych             | Tomasz Radzinski (RSC Anderlecht) (23)                                                       |
| 2001/02 | KRC Genk (2)                     | Club Bruggy                 | RSC Anderlecht              | Wesley Sonck (KRC Genk) (30)                                                                 |
| 2002/03 | Club Bruggy (12)                 | RSC Anderlecht              | KSC Lokeren                 | Wesley Sonck (KRC Genk) Cédric Roussel (Mons) (22)                                           |
| 2003/04 | RSC Anderlecht (27)              | Club Bruggy                 | Standard Lutych             | Luigi Pieroni (Mouscron) (28)                                                                |
| 2004/05 | Club Bruggy (13)                 | RSC Anderlecht              | KRC Genk                    | Nenad Jestrović (RSC Anderlecht) (18)                                                        |
| 2005/06 | RSC Anderlecht (28)              | Standard Lutych             | Club Bruggy                 | Tosin Dosunmu (Beerschot AC) (18)                                                            |
| 2006/07 | RSC Anderlecht (29)              | KRC Genk                    | Standard Lutych             | François Sterchele (Beerschot AC) (21)                                                       |
| 2007/08 | Standard Lutych (9)              | RSC Anderlecht              | Club Bruggy                 | Joseph Akpala (R. Charleroi SC) (18)                                                         |
| 2008/09 | Standard Lutych (10)             | RSC Anderlecht              | Club Bruggy                 | Jaime Alfonso Ruiz (Westerlo) (18)                                                           |
| 2009/10 | RSC Anderlecht (30)              | KAA Gent                    | Club Bruggy                 | Romelu Lukaku (RSC Anderlecht) (18)                                                          |
| 2010/11 | KRC Genk (3)                     | Standard Lutych             | RSC Anderlecht              | Ivan Perišić (Club Bruggy) (22)                                                              |
| 2011/12 | RSC Anderlecht (31)              | Club Bruggy                 | KRC Genk                    | Jérémy Perbet (Mons) (25)                                                                    |
| 2012/13 | RSC Anderlecht (32)              | SV Zulte-Waregem            | Club Bruggy                 | Carlos Bacca (Club Bruggy) (22)                                                              |
| 2013/14 | RSC Anderlecht (33)              | Standard Lutych             | Club Bruggy                 | Hamdi Harbaoui (KSC Lokeren) Habib Habibou (KAA Gent) Michy Batshuayi (Standard Lutych) (19) |
| 2015/15 | KAA Gent (1)                     | Club Bruggy                 | RSC Anderlecht              | Aleksandar Mitrović (RSC Anderlecht) (20)                                                    |
| 2015/16 | Club Bruggy (14)                 | RSC Anderlecht              | KAA Gent                    | Mbaye Leye (SV Zulte Waregem) Jérémy Perbet (R. Charleroi SC) (20)                           |
| 2016/17 | RSC Anderlecht (34)              | Club Bruggy                 | SV Zulte Waregem            | Łukasz Teodorczyk (RSC Anderlecht) Henry Onyekuru (Eupen) (22)                               |
| 2017/18 | Club Bruggy (15)                 | RSC Anderlecht              | R. Charleroi SC             | Hamdi Harbaoui (SV Zulte Waregem) (22)                                                       |
| 2018/19 | KRC Genk (4)                     | Club Bruggy                 | Standard Lutych             | Hamdi Harbaoui (SV Zulte Waregem) (25)                                                       |
| 2019/20 | Club Bruggy (16)                 | KAA Gent                    | R. Charleroi SC             | Dieumerci Mbokani (Royal Antverpy) Jonathan David (KAA Gent) (18)                            |
| 2020/21 | Club Bruggy (17)                 | KRC Genk                    | Royal Antverpy              | Paul Onuachu (KRC Genk) (33)                                                                 |
| 2021/22 | Club Bruggy (18)                 | Royale Union Saint-Gilloise | RSC Anderlecht              | Deniz Undav (Royale Union Saint-Gilloise) (25)                                               |
| 2022/23 | Antverpy (5)                     | Genk                        | Saint-Gilloise              | Hugo Cuypers (Gent) (20)                                                                     |
| 2023/24 | Bruggy (19)                      | Saint-Gilloise              | Anderlecht                  | Kévin Denkey (Bruggy) (25)                                                                   |
| 2024/25 | Saint-Gilloise (12)              | Bruggy                      | Gent                        | Tolu Arokodare (Gent) (21)                                                                   |